# Loreto
Loreto è un comune italiano di 13 063 abitanti della provincia di Ancona nelle Marche.
Famosa per ospitare la basilica della Santa Casa, la città di Loreto è uno dei più importanti e antichi luoghi di pellegrinaggio mariano del mondo cattolico.

## Geografia fisica
La città sorge sulla sommità del Monte Prodo, una modesta altura circondata da un'ampia campagna caratterizzata dalla coltura dell'olivo. Svetta per altezza la sagoma della cupola e del campanile della Basilica sulla cui cima si trova la figura della Madonna. Il panorama spazia dal mare Adriatico al Monte Conero, fino all'Appennino umbro-marchigiano.

## Storia
La città si è sviluppata dall'incrocio di vie di passaggio intorno alla nota Basilica che ospita la celebre reliquia della "Santa Casa" di Nazareth dove, secondo la tradizione, la Vergine Maria nacque e visse e dove ricevette l'annuncio della nascita miracolosa di Gesù.

### Origini

#### La tradizione cattolica
Fin dai primi secoli dell'era cristiana, la tradizione affermava che a Nazareth si trovasse la piccola dimora della Vergine, dove ella nacque, crebbe, dove ebbe luogo l'annuncio dell'Arcangelo Gabriele e dove visse fino alle nozze con Giuseppe. Dopo la Risurrezione, gli Apostoli si sarebbero riuniti in questa casa e avrebbero celebrato l'Eucaristia conformemente all'insegnamento di Gesù.
Agli inizi di maggio del 1291, Nazareth e tutta la Palestina erano dominio dei Mamelucchi d'Egitto. Secondo la tradizione alcuni angeli prelevarono la Santa Casa e la portarono via in volo. Il 10 maggio 1291 gli angeli lasciarono la casa a Tersatto, nei pressi della città di Fiume; furono dei boscaioli, stupiti, a trovare la piccola dimora. In quel luogo, però, i pellegrini erano spesso preda di ladri e malfattori; così, tre anni e sette mesi dopo, gli angeli ripresero la Santa Casa e con essa si alzarono in volo attraversando l'Adriatico e fermandosi nelle Marche. Essi la posarono nei pressi di Ancona, sul colle su cui oggi sorge la chiesa di Santa Maria Liberatrice di Posatora, località (oggi pienamente inserita nel contesto urbano anconetano) il cui nome la tradizione fa derivare proprio da questo evento: posa-et-ora (fermati e prega). La Santa Casa restò in quel luogo nove mesi, poi gli angeli la sollevarono nuovamente (secondo i detrattori di Ancona perché la città dorica, per la presenza del suo porto cosmopolita, era piena di ebrei e miscredenti) e la posarono più a sud, nei pressi di Porto Recanati, in località Banderuola.
Questa volta furono dei pastori a vedere una luce abbagliante uscire dalle nubi e, dietro la luce, la casa. Il luogo era però troppo vicino al mare e dunque esposto ai pericoli delle incursioni turche; inoltre anche lì cominciavano ad accorrere malfattori per derubare i fedeli che giungevano in pellegrinaggio. Otto mesi più tardi la Casa sarebbe stata nuovamente spostata dagli angeli, questa volta sul Monte Prodo (ove poi nacque la cittadina di Loreto), su un terreno di proprietà dei conti Stefano e Simone Rinaldi di Antici, due fratelli che presto iniziarono a trarre profitto dai continui pellegrinaggi di fedeli al punto da fare una petizione al papa Bonifacio VIII per divenirne proprietari. Di nuovo gli angeli sollevarono in volo la Santa Casa e la posarono, alla fine del 1296, al centro della strada che da Recanati va al suo porto, e dunque in un luogo pubblico, che nessuno avrebbe potuto reclamare e sfruttare. Il luogo scelto si trovava sulla cima di una collina coperta di lauri. Dal termine latino laurus il luogo si chiamò Lauretum, e quindi Loreto.
Il viaggio della casa di Nazareth verso Loreto è detto "traslazione della Santa Casa" e con tale nome è rappresentato nelle opere degli artisti dei secoli passati. Nelle Marche e in Umbria è viva la tradizione di accendere grandi fuochi (i focaracci o fogaró della Venuta) nella notte tra il 9 e il 10 dicembre per "rischiarare il cammino alla Santa Casa"; si tratta dei fuochi della festa della Venuta, intendendo per "venuta" l'arrivo della Santa Casa. Nel 1617, grazie all'iniziativa del frate cappuccino anconitano fra' Tommaso, l'usanza si diffuse capillarmente in tutte le Marche. Per questo motivo nel calendario cattolico la festa della Madonna di Loreto cade il 10 dicembre, giorno in cui si celebra anche la giornata delle Marche. Il 12 settembre 1920 ebbe luogo a Loreto la festa per la proclamazione della Madonna di Loreto quale "Patrona degli Aeronauti", decretata con breve apostolico di papa Benedetto XV del 24 marzo dello stesso anno.

#### La controversia scientifica sull'origine palestinese dell'edificio
Molteplici analisi scientifiche, frutto di studi iniziati con metodo empirico pochi anni dopo l'evento, e successivamente continuati con metodo galileiano, sembrano attestare l'originalità costruttiva dell'edificio e la verosimile provenienza della Casa dall'Oriente e segnatamente dalla regione storica della Palestina, sia in base allo stile architettonico, sia in funzione dei materiali costruttivi, avulsi dal territorio italico (in particolare delle Marche), mentre tipici all'epoca in Terrasanta. Tuttavia, secondo uno studio del geologo Antonio Veggiani, tutti i tipi litologici presenti nei muri della Santa Casa si trovano anche nell'Appennino umbro-marchigiano.
Altre evidenze della terra di origine provengono dai dipinti e dai graffiti tuttora visibili sulle pareti della Casa, che ritraggono santi della chiesa orientale e riportano il passaggio dei pellegrini che sin dall'era dell'imperatore Costantino visitavano l'edificio. Inoltre, le dimensioni dell'abitazione coincidono con quelle del "buco" rimasto a Nazareth nel punto dove prima si trovava la Casa.
Gli studiosi sarebbero inoltre concordi sul fatto che, come accennato precedentemente, la Casa partì da Nazaret nel 1291 e, dopo essere transitata per la Dalmazia, ossia dopo essere rimasta per circa tre anni a Tersatto (ora un quartiere della città di Fiume in Croazia), giunse a Loreto nel dicembre del 1294.

#### L'ipotesi della "Traslazione" ad opera della famiglia Angeli Comneno
Una teoria afferma che il trasferimento della Santa Casa fu operato dai principi Angeli Comneno, un ramo della famiglia imperiale di Costantinopoli.
Questa teoria è comunque tuttora oggetto di discussione, principalmente per il fatto che tutti i mattoni della Casa sono ancora saldati dalla malta che si usava in Palestina, ovvero un misto di solfato di calcio idrato (gesso) impastato con polvere di carbone di legna, secondo una tecnica nota in Palestina duemila anni fa, ma mai impiegata in Italia, e questo rende evidente che i crociati avrebbero dovuto fisicamente staccarla e trasportarla come un unico blocco. Tale obiezione è stata formulata dal Prof. Emanuele Mor, docente di Elettrochimica all’Università di Genova, che sostiene l'ipotesi sovrannaturale della traslazione.
Un diretto collegamento con la famiglia Angeli dell'Epiro è rappresentato da due monete rinvenute nel sottosuolo della Santa Casa, le uniche riconducibili alla data della traslazione tra le centinaia ritrovate nel sito mariano. Sono inerenti a Guido II de la Roche, duca del feudo francese di Atene dal 1287 al 1308, figlio di Elena Angelina Comnena, detta Elena Angeli, nipote di Niceforo Angeli e cugina di Margherita Angeli.
Infatti, nei secoli passati era sovente sotterrare monete nelle fondamenta di edifici importanti, soprattutto sacri, per indicare l'epoca e i protagonisti della loro costruzione.
Un riferimento alla versione della Traslazione della Santa Casa effettuata non dagli angeli divini, ma da esponenti della famiglia Angeli Comneno, è contenuto in un quadro, dipinto alla maniera degli ex-voto, nel quale è rappresentato il viaggio per mare della Santa Casa, con una scritta che cita appunto la famiglia Angeli: il dipinto è esposto al pubblico in una delle sale del Museo-Pinacoteca "Antico Tesoro della Santa Casa di Loreto", al secondo piano del Palazzo Apostolico.
L'incertezza circa la tesi della traslazione ad opera della famiglia Angeli è legittimata anche dal fatto che essa sarebbe supportata dal ritrovamento di documenti posteriori al 1294, la cui autenticità è molto dubbia.

#### Il "falso storico" delChartularium Culisanense
Nel maggio del 1900 al futuro vescovo di Digione mons. Landrieux venne confidata da Giuseppe Lapponi (archiatra pontificio) la scoperta di certi documenti negli archivi vaticani. Essi testimoniavano come una nobile famiglia bizantina di nome Angeli o De Angelis, discendente dagli imperatori di Costantinopoli, asportò nel XIII secolo le mura della Casa della Madonna da Nazaret e le portò in Italia, salvandole dalle devastazioni musulmane. Questi documenti, però, non furono mai trovati né visti da alcuno, nonostante le numerose ricerche. La notizia sarebbe comunque confermata dalla copia di un presunto antico codice diplomatico, ora conservata presso la Biblioteca Pubblica Statale dell'Abbazia di Montevergine.
Il Chartularium Culisanense è un codice diplomatico dell'Ordine Costantiniano Angelico originario di Santa Sofia, istituito dal despota dell'Epiro Niceforo I Angelo-Comneno. Il codice è conosciuto anche con il nome di "culisanense" in quanto conservato nel palazzo dei principi Angelo-Comneno (conosciuti come De Angelo o De Angelis) di Collesano, nella provincia di Palermo, città che dall'831 al 1072 fu un importante avamposto islamico in Occidente per poi divenire, con la cacciata degli Arabi, capitale dell'impero creato da Federico II di Svevia.
Il codice parla anche della vicenda della Santa Sindone. Il foglio 181, uno dei tre fogli sopravvissuti in copia e recentemente pubblicato (1985), attesta che le Sante pietre prese dalla Casa della Vergine Maria di Nazaret e un'icona raffigurante la "Madonna col Bambino in grembo" (esistente già agli inizi del XIV secolo nel sacello e poi sostituita con una statua lignea), tutti elementi costitutivi del Santuario Lauretano, furono donate da Niceforo I Angelo-Comneno, detto Niceforo Angeli, nel settembre-ottobre 1294 come dote di matrimonio alla figlia Ithamar Angelo Comneno Ducas - detta Tamara o Margherita Angeli - con Filippo I d'Angiò, principe di Taranto e figlio del re di Napoli Carlo II. La corrispondenza cronologica fra il matrimonio e la data d'arrivo della Santa Casa nelle Marche, il 10 dicembre 1294, è evidente. Il problema è però che tale Chartularium, di cui non esiste alcun originale, ma soltanto la sedicente copia ottocentesca di tre fogli, proviene da una famiglia le cui millantate origini principesche e bizantine sono fasulle, come falso è il suddetto Ordine Costantiniano e falsi sono gli altri documenti del medesimo cartulario che sono stati presi in esame: ciò spinge a dubitare fortemente dell'attendibilità di tale documento.

#### Altre questioni attinenti alla Santa Casa
La traslazione a Loreto sarebbe avvenuta durante il breve papato di Celestino V. Questi, incoronato a L'Aquila il 29 agosto 1294 per volontà del re di Napoli Carlo II d'Angiò e trasferitosi poi nella città partenopea il 13 dicembre successivo, rinunciò al pontificato. Non mise mai piede a Roma dove lo sostituiva, in qualità di Vicarius Urbis (Vicario del papa), Salvo, vescovo di Recanati. Salvo era stato nominato dall'ascolano papa Niccolò IV nel 1291 e svolse l'incarico fino al 1296. Il "Vicarius Urbis", durante le assenze dei pontefici da Roma, esercitava un potere giuridico in spiritualibus (indulgenze, reliquie, ecc.). Probabilmente fu allora che il vescovo Salvo, dovendo destinare - a nome del papa - le "Sante pietre" di una reliquia così insigne, pensò al territorio della sua Diocesi di Recanati, facendole approdare al suo porto, attivo fin dal 1229 per concessione dell'imperatore Federico II di Svevia.
Nel testo “Storia della Santa Casa di Loreto esposta in dieci brevi ragionamenti fra un sacerdote custode di S. Casa ed un divoto pellegrino” del rev.mo Don Antonio Gaudenti, patrizio di Osimo e arcidiacono della Basilica Loretana, è possibile trovare altre versioni relative alla Traslazione della Santa Casa.
Nel "breve" pontificio "Felix Nazarethana", il papa Leone XIII elogiava quanti si adoperavano per restituire alla Basilica il suo antico splendore, e concedeva indulgenza e remissione dei peccati, in forma di Giubileo, a quei fedeli che entro un periodo determinato avrebbero eseguito le prescritte opere di pietà.

### Lo sviluppo medievale
L'arrivo dell'importante reliquia contribuì immediatamente a fare dell'antica Silva magna de laureto una delle mete più ambite di pellegrinaggio del mondo cattolico. Ben presto le mura originarie vennero sopraelevate in laterizio e coperte da una volta. La prima citazione riguardante Loreto risale al 1315, dove si accenna a un rustico Sacello visitato da devoti fedeli. Il piccolo borgo che crebbe tutt'attorno fu chiamato Villa Loreti. Dopo solo una ventina d'anni dall'arrivo della Santa Casa si ha già la orazione di un vero e proprio borgo abitato. L'afflusso di pellegrini portava generose offerte, tanto che insieme ai devoti arrivarono anche i malfattori che assaltavano i pellegrini lungo il cammino. I rischi riguardavano anche gli ex voto di materiali preziosi e le donazioni che i Papi cominciarono a inviare a Loreto già dal XIV secolo. Si iniziò così la costruzione di mura di protezione. Per circa un secolo si protrasse la costruzione di un quadrilatero fortificato con quattro torri angolari sorvegliato giorno e notte da guardie. Nella Descriptio Marchiae Anconitanae del 1360 ad opera del cardinal Egidio Albornoz la Villa Sanctae Mariae de Laureto è elencata tra i "Castra" (fortificazioni) appartenenti al comune di Recanati. Quest'ultimo, già grosso centro della Marca anconitana, organizzava ogni anno una fiera di notevole richiamo sia per l'Italia del centro-nord, sia per l'Europa. Commercio, curiosità e devozione mariana finirono per intrecciarsi.

### Verso il Rinascimento
La pietà popolare e il numero dei visitatori crebbero a tal punto che nel 1437 Recanati inviò dapprima un sindaco e quindi un capitano della villa.
Dal 1468, per volere del vescovo di Recanati Nicolò de Astis, si diedero inizio ai grandi lavori della Basilica, ben protetta da imponenti muraglioni che le danno ancora oggi l'aspetto di una fortezza. L'anno seguente Papa Paolo II diede forte impulso al cantiere. Infatti da qualche tempo gravava la grande minaccia dei Turchi, atti a continue scorribande nell'Adriatico e a violente razzie, distruzioni e uccisioni una volta approdati a terra.  

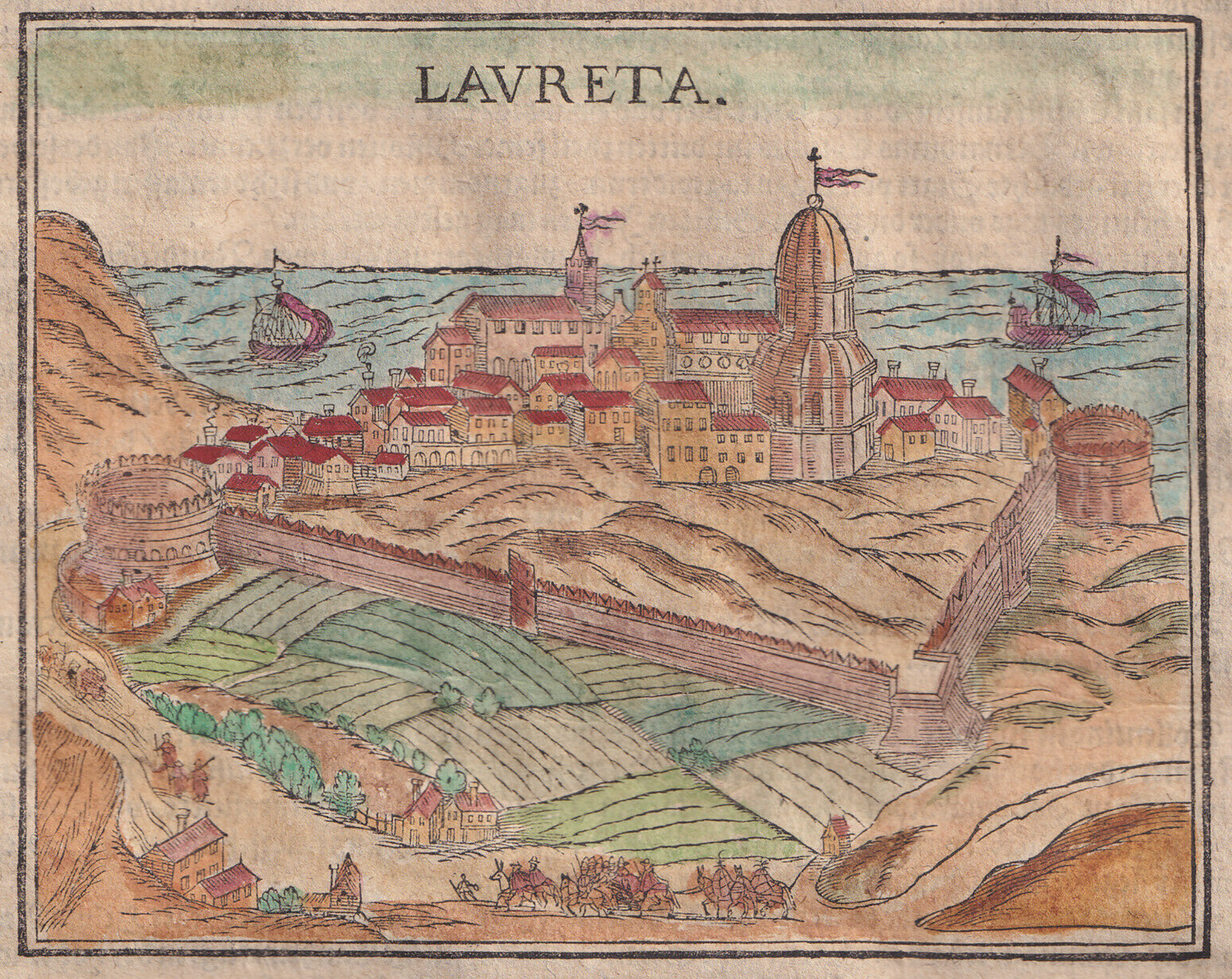
Veduta di Loreto nel 1614 - (Laureta) incisione su legno di Sebastian Münster Cosmographia

Notizie di tentativi di sbarchi si hanno nel 1456 a Porto Recanati, col pieno proposito di assaltare il Santuario, ma lo sbarco fu coraggiosamente respinto dagli abitanti; un altro vi fu nel 1479 a Grottammare con gravi conseguenze e un altro ancora l'anno seguente con stragi in Puglia. 
Il 5 giugno 1518 il sultano turco Selim I, detto Il Crudele, assaltò Porto Recanati riuscendo a penetrare nel castello e a depredarlo. Il terrore scaturito da questo gesto spinse Papa Leone X ad ordinare la costruzione di una nuova e forte cinta muraria in brevissimo tempo. Furono impiegati tre grandi architetti del tempo: Cristoforo Resse da Imola, Andrea Sansovino e Antonio da Sangallo il Giovane. Al contempo furono messi al lavoro ben 400 operai.
Nel 1582 Loreto viene elevata a parrocchia dal sempre più crescente numero dei residenti e da quanti operavano nel paese; aumentavano, così, tutti quei servizi che facevano accrescere sia il benessere, sia il lavoro e tutti quegli uffici che attiravano popolazioni da altre zone. Venne costruito un ospedale e dimore per i pellegrini che arrivavano da ogni parte del mondo. L'indulgenza plenaria che Papa Gregorio XIII concesse ai fedeli che avessero visitato il luogo sacro nelle "Feste principali del Signore e della Madonna" contribuì a far lievitare il flusso dei pellegrini.
Papa Sisto V diede un forte impulso allo sviluppo urbanistico di Loreto. Istituì i cavalieri lauretani, un ordine cavalleresco specifico a tutela della Santa Casa. Con la sua bolla del 1586 elevò il borgo a città e così Loreto vide notevolmente aumentare la sua popolazione e crebbe il numero di pellegrini, tanto che si dovette pensare a un nuovo acquedotto atto a condurre l'acqua delle vigne di Recanati alla piazza del Santuario, completato il 2 dicembre 1606. Nell'ultimo quarto del sec. XVI, Papa Sisto V assegnò a Pompeo Floriani, ingegnere militare, l'esecuzione di un nuovo progetto urbanistico e della Porta Romana.

### Le vicende napoleoniche
Spariti i Turchi arrivò la minaccia napoleonica. Napoleone Bonaparte stava svolgendo la sua campagna d'Italia e, vittorioso, costrinse il 23 giugno 1796 papa Pio VI a firmare l'armistizio di Bologna, in cui permetteva l'occupazione di Ancona (assieme alla stessa Bologna e Ferrara) da parte dell'esercito francese. 

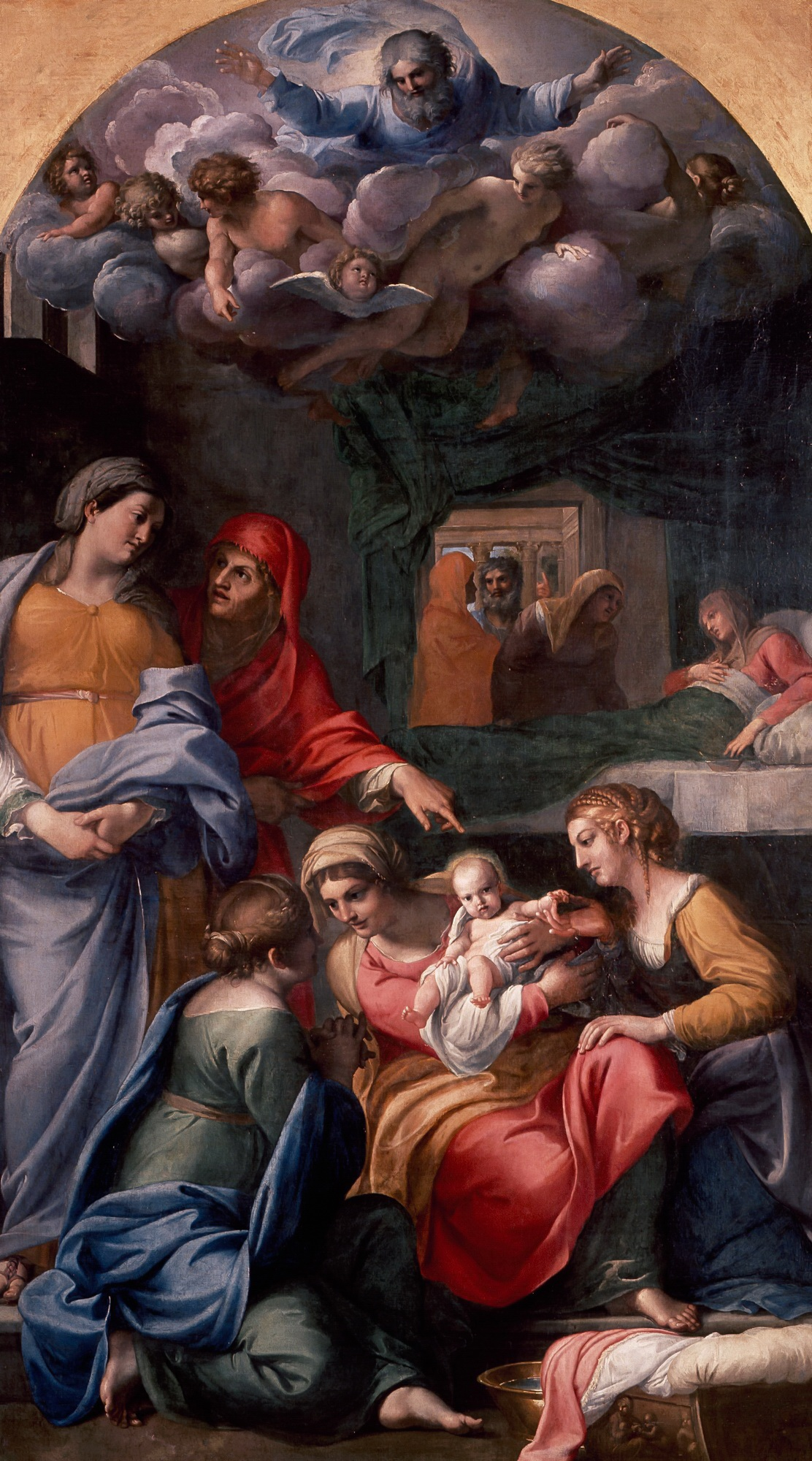
Natività della Vergine, opera di Annibale Carracci dipinta nel 1598-99 per la Basilica di Loreto e oggi conservata nel Louvre

Mentre le principali città delle Marche settentrionali spingevano per la proclamazione della Repubblica Anconitana al fine di non tornare sotto lo Stato Pontificio, Loreto, da sempre papalina, trepidava per il saccheggio al tesoro del Santuario.
Il 9 febbraio 1797, alle sette di sera, Napoleone - diretto a Tolentino - giunse a Loreto fermandosi a Porta Romana. 

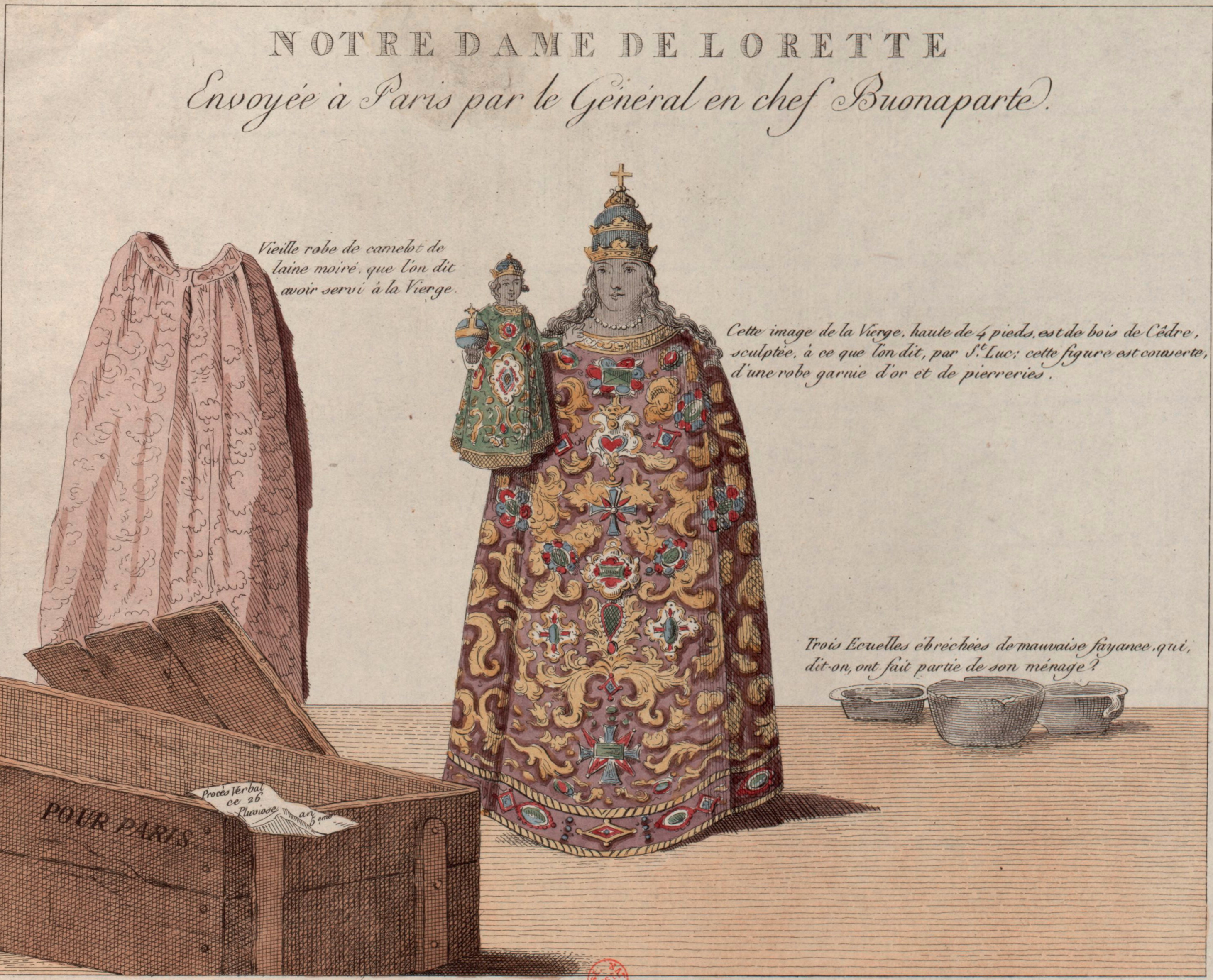
Incisione che recensisce le sante Reliquie e la statua della Santa Casa mandati a Parigi durante la campagna napoleonica del 1796-97

Qualche notabile lo accolse offrendogli anche le chiavi della città, ma su un bastione vicino era appostato un uomo che armato di fucile aprì il fuoco. La carica fece cilecca e l'attentatore fu preso e fucilato in Piazza dei Galli.
Il giorno seguente i soldati francesi portarono via tutto quanto trovarono. Nonostante il tesoro fosse già stato stipato in tante grosse botti da vino e trasportato a Roma, dove fu nascosto a Castel Sant'Angelo per ordine di papa Pio VI, sembra che i francesi requisirono 94 chili d'oro e 17 quintali d'argento, quadri e cristalli di Boemia dagli armadi. Napoleone entrò anche nella Santa Casa e pose il suo sigillo sulla statua della Madonna ordinando di spedirla a Parigi insieme al tesoro.
Durante il periodo di esilio il culto della Vergine Lauretana nella Santa Casa di Loreto fu affidato al simulacro in legno di pioppo (identico all'originale), oggi conservato a Cannara (Perugia) e che attualmente rimane l'unico esemplare del periodo napoleonico, dopo l'incendio della statua originale del 1921, ad essere stato venerato nella Santa Casa. Con il trattato di Tolentino la statua originale finì a Roma per poi tornare, con un viaggio da "Madonna pellegrina" di otto giorni, a Loreto, dove giunse il 9 dicembre 1801.
Le razzie di cui fu fatta oggetto la città sono rievocate da Agostino Rivarola in una lettera del marzo 1797. In questo scritto, monsignor Rivarola in particolare chiama in causa le responsabilità di Ludovico Sensi, prelato schieratosi con l'invasore e da questi nominato governatore generale. Stando alla testimonianza, Sensi dopo aver preso parte al ladrocinio si sarebbe persino recato «in Chiesa coi muratori» per «demolire la Santa Casa», ma tale fu lo sdegno della popolazione di fronte a questo proposito che lo «scelerato» fu costretto a desistere.

### Ottocento
Nell'Ottocento il santuario mariano continua ad essere meta di numerosi pellegrinaggi, il culto coinvolge i modesti contadini locali che viaggiano a piedi e dimorano in ricoveri di fortuna, ma anche i facoltosi turisti stranieri, per i quali Loreto è una delle tappe del "Gran Tour" dell'Italia.
Fra i pellegrini si ricorda una giovane Santa Teresa del Bambin Gesù, che visitò con devozione la Santa Casa.
Stendhal, nel suo giornale di viaggio in Italia e Svizzera nel 1828 parla di quadri presenti nella basilica di Loreto che sono del Scidone, del Correggio et di Andrea del Sarto... Qui non sono stato le vicende Napoleoniche che hanno fatto sparire tesori della Santa Casa... Oggi ancora, si cerca dove sono questi quadri...

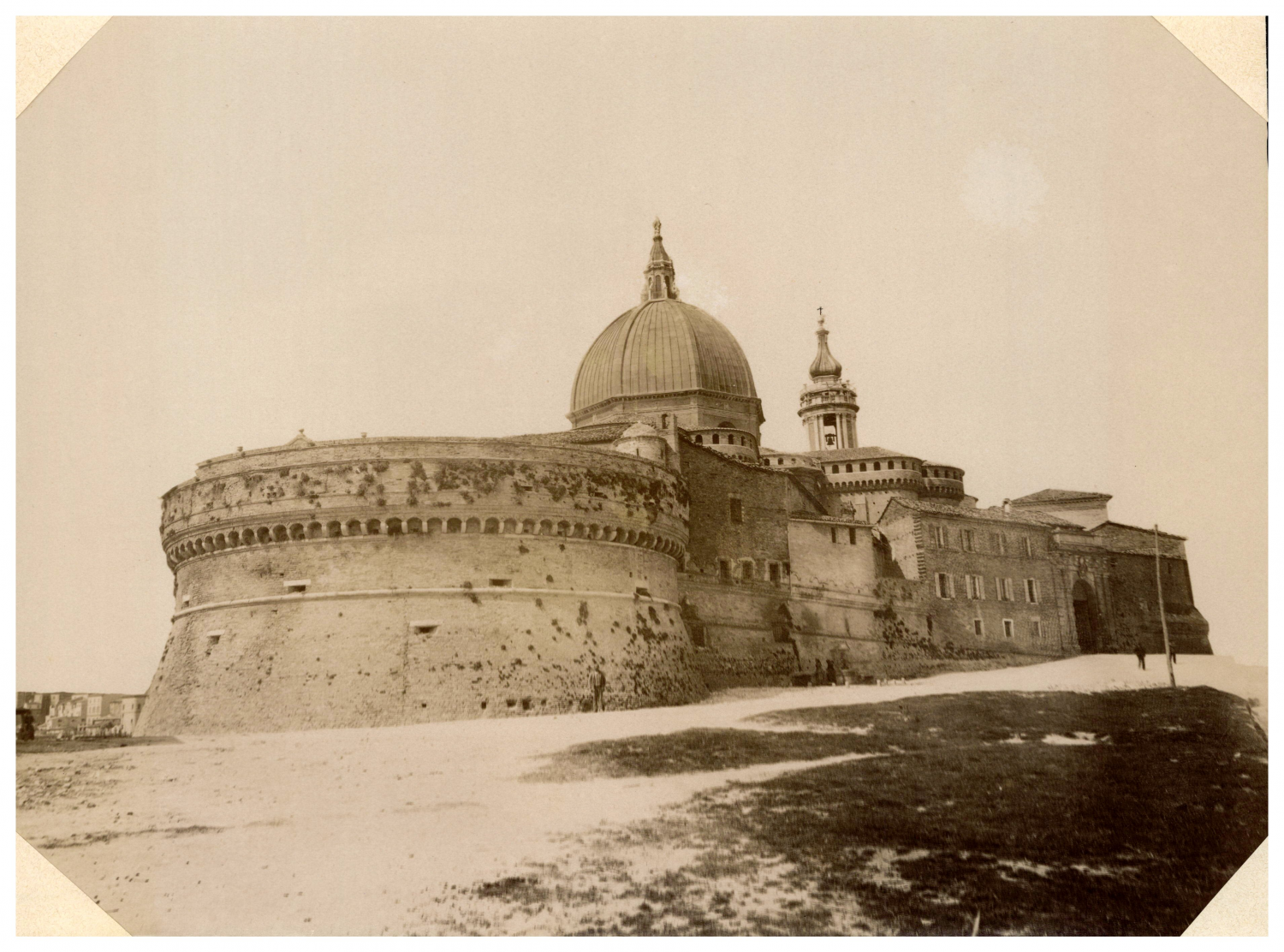
Loreto e l'attuale via Maccari nel 1860-1880
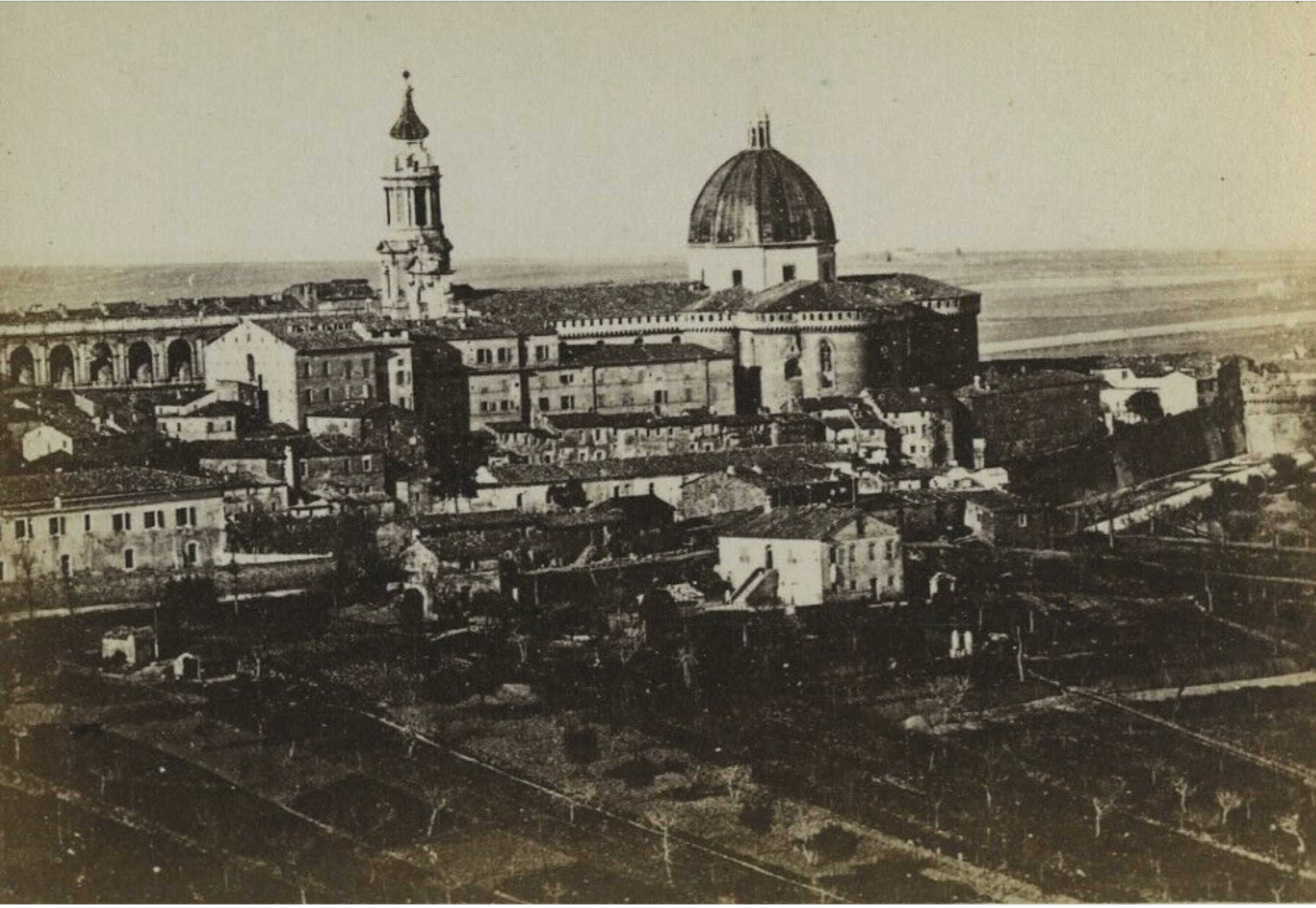
Veduta di Loreto nel 1870
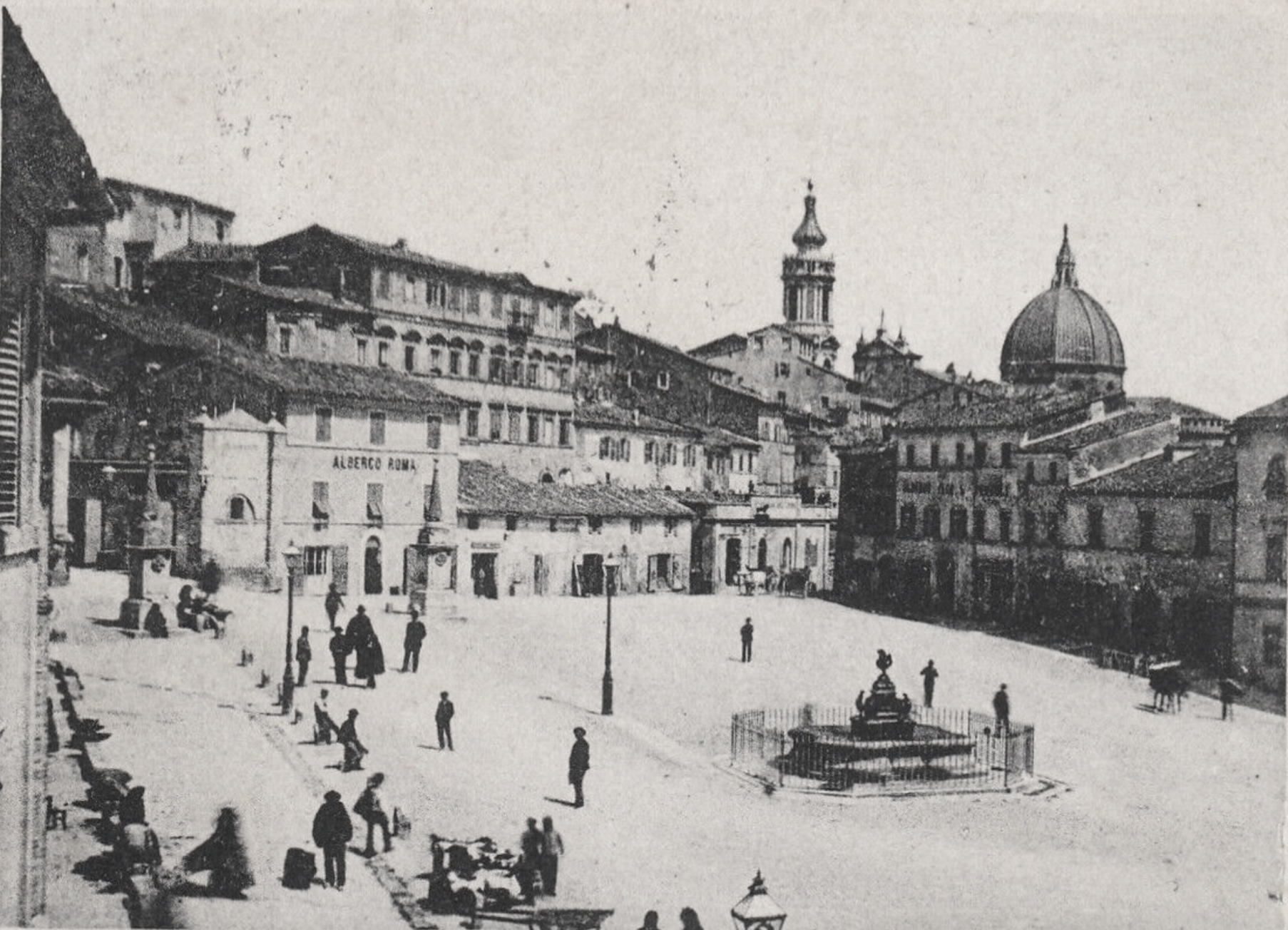
Piazza dei Galli prima del 1900
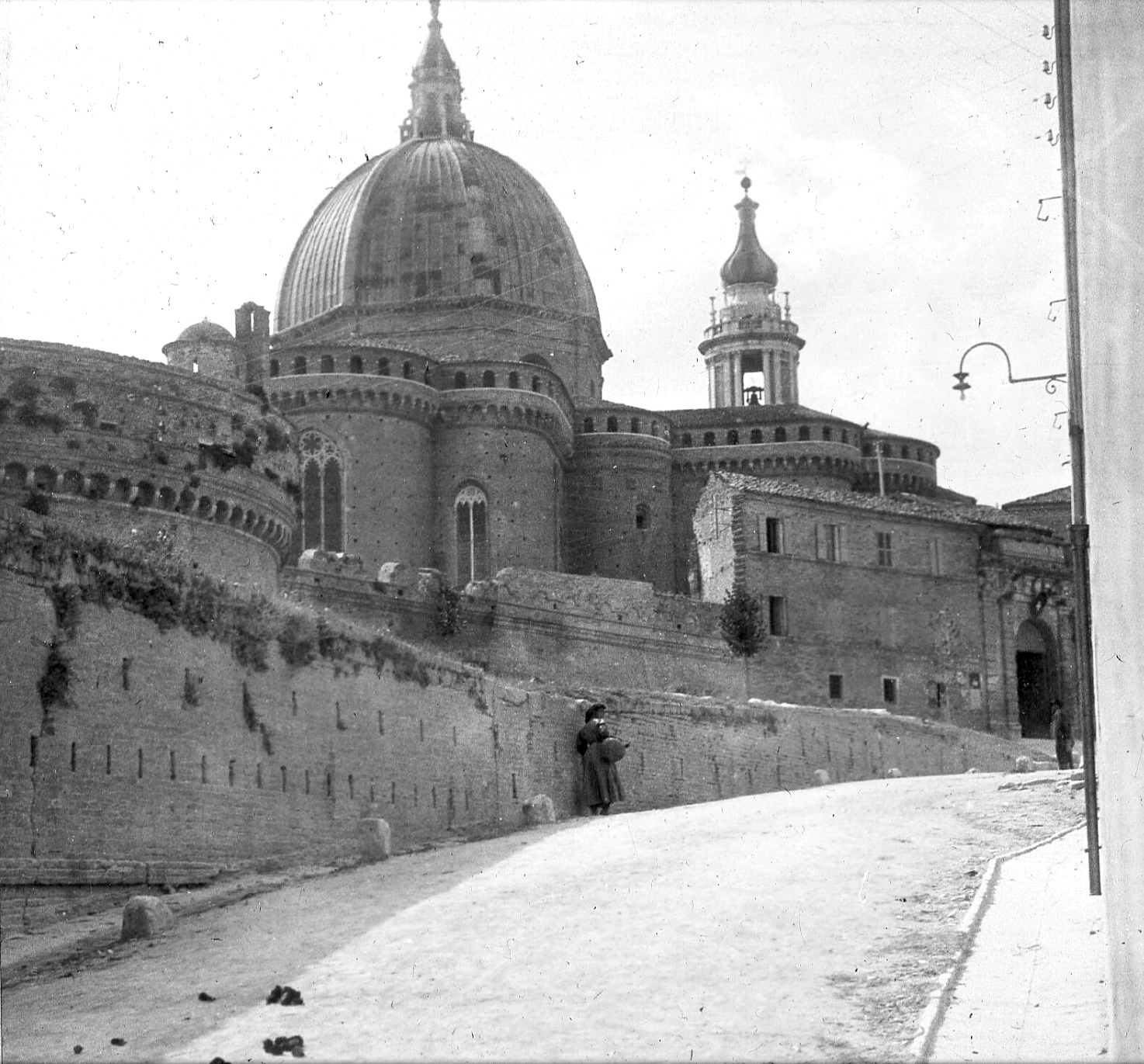
Via Maccari nel 1910

### Novecento
Nel 1921 nel sacello della Santa Casa divampò un furioso incendio che incenerì la scultura della Madonna Nera. Venne subito rifatta per volere di papa Pio XI utilizzando il legno di un cedro del Libano proveniente dai Giardini Vaticani.
Fu modellata da Enrico Quattrini ed eseguita e dipinta da Leopoldo Celani. Nel 1922 il papa la incoronò nella Basilica di San Pietro in Vaticano e la fece trasportare solennemente a Loreto, dove si trova ancora oggi.
Il 15 settembre 1934 papa Pio XI con la bolla Lauretanae Basilicae soppresse la cattedra vescovile di Loreto, ponendo il Santuario sotto la diretta autorità della Santa Sede.
L'11 ottobre 1935 venne estesa la giurisdizione dell'Amministratore Pontificio al territorio della città di Loreto.
Nella notte tra il 5 e il 6 luglio 1944, la cupola del Bramante fu vittima di un bombardamento inglese. Gli affreschi di Cesare Maccari all'interno della cupola andarono distrutti.

Il 4 ottobre 1962, a una settimana dall'inizio del Concilio Vaticano II, il papa Giovanni XXIII si recò in pellegrinaggio in treno a Loreto e ad Assisi per affidarne le sorti alla Madonna e a san Francesco. Era la prima volta dall'unità d'Italia che un papa usciva dai confini di Roma. Il Papa fu accompagnato da Amintore Fanfani e l'evento fu immortalato da un filmato dell'Istituto Luce (La Settimana Incom n. 02277 dell'11 ottobre 1962).

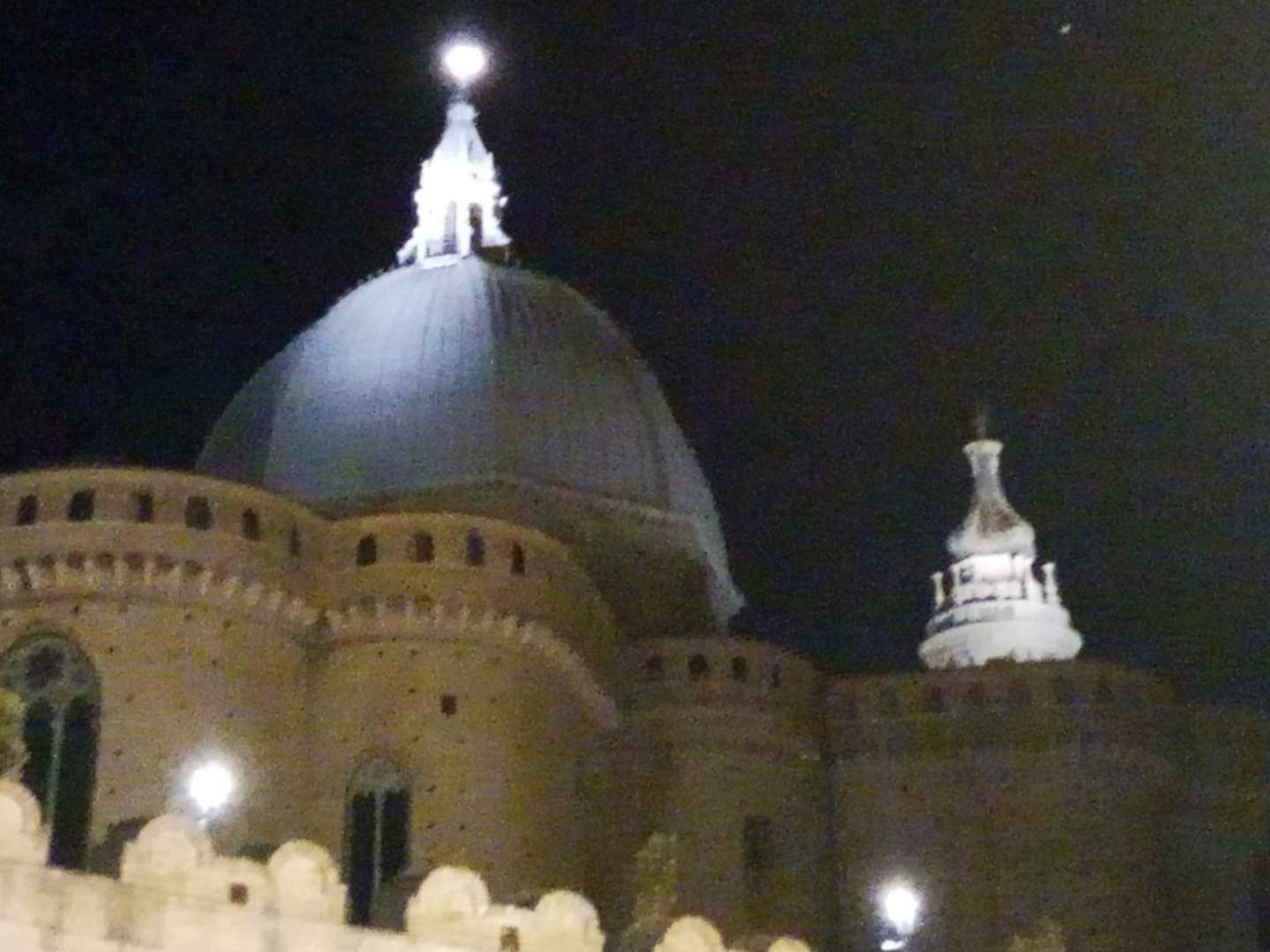
La Cupola di Loreto di notte

Nel palazzo apostolico di Loreto si conserva la stanza da letto dove dormì il papa.
Infine, il 24 giugno 1965, papa Paolo VI con la bolla Lauretanae Almae Domus soppresse l'Amministrazione Pontificia e creò la Delegazione Pontificia per il Santuario di Loreto e la Prelatura della Santa Casa, istituendo nello stesso tempo la cattedra vescovile nella Basilica.
Oggi la cattedra arcivescovile della Prelatura territoriale di Loreto è nella Basilica della Santa Casa.

### Duemila
Nel 2004 Giovanni Paolo II, al suo ultimo viaggio pastorale da pontefice, visitò Loreto in occasione del raduno "Sei tu la dimora di Dio", mentre nel 2007, in occasione dell'"Agorà dei giovani italiani", e il 4 ottobre del 2012, a cinquant'anni esatti dall'arrivo nella città mariana di papa Giovanni XXIII, il comune fu visitato da papa Benedetto XVI.

### Simboli
Lo stemma è stato riconosciuto con DCG dell'8 dicembre 1927 e si presenta nella forma di scudo perale in una cornice accartocciata.
Il gonfalone, concesso con regio decreto del 12 maggio 1927, è un drappo rettangolare di stoffa azzurra con al centro Io stemma sormontato dalla scritta COMUNE DI LORETO, in basso è ornato di frange e termina con due fanoni arrotondati e di forma asimmetrica.

## Monumenti e luoghi d'interesse

### Piazza della Madonna
La piazza della Madonna si apre al termine dell'asse principale del borgo come un vero e proprio spazio monumentale attorno al quale si dispongono i massimi capolavori architettonici di Loreto.

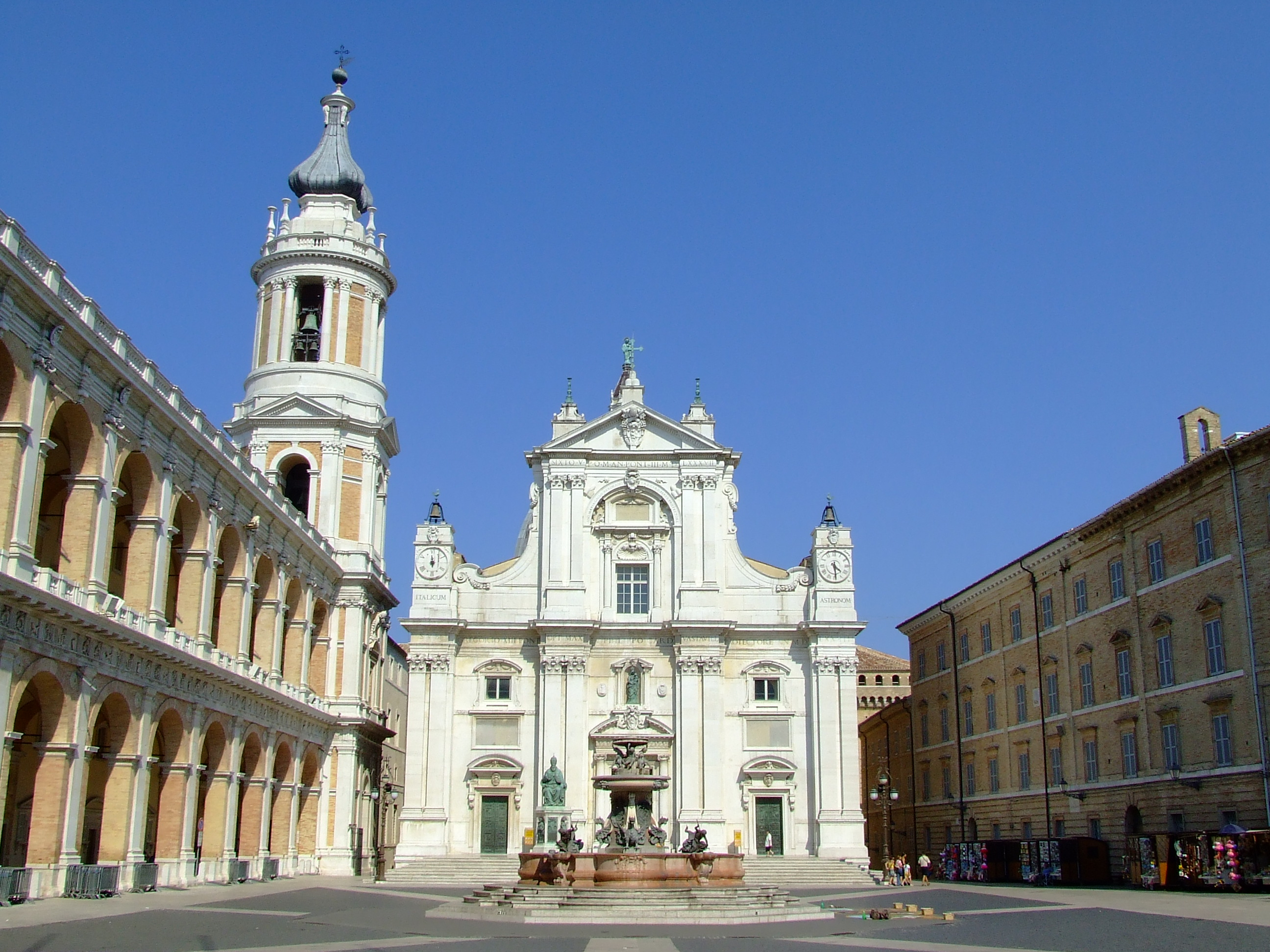
Piazza della Madonna. Sullo sfondo la basilica della Santa Casa.

#### Basilica della Santa Casa
La costruzione della basilica della Santa Casa venne iniziata nel 1468, ma fu terminata solo verso il XVII secolo e completata dal campanile ad opera di Luigi Vanvitelli nel 1755. Vi lavorarono i migliori architetti del tempo: Baccio Pontelli, Bramante, Andrea Sansovino, Giuliano da Sangallo e Antonio da Sangallo il Giovane. La basilica è in stile gotico-rinascimentale a pianta a croce latina, nata da un'antica struttura a tre navate con un'altra che reca al centro una croce greca. La cupola ottagonale fu eretta tra il 1498 e il 1500 da Giuliano da Sangallo. Anche il Bramante partecipò alla realizzazione della facciata, ma non si può vedere l'opera del maestro in quanto fu edificata da Giovanni Boccalini; l'interno è a tre navate separate da colonne quadrate con sopra crociere a costole. Un recinto marmoreo riveste la santa casa e fu progettato dal Bramante, ma edificato dal Sansovino.
La cappella dell'Annunciazione fu decorata con affreschi di Federico Zuccari, mentre le sagrestie di San Marco e di San Giovanni rispettivamente da Melozzo da Forlì e da Luca Signorelli, infine il soffitto e il padiglione della sala del Tesoro dal Pomarancio.

#### Palazzo Apostolico

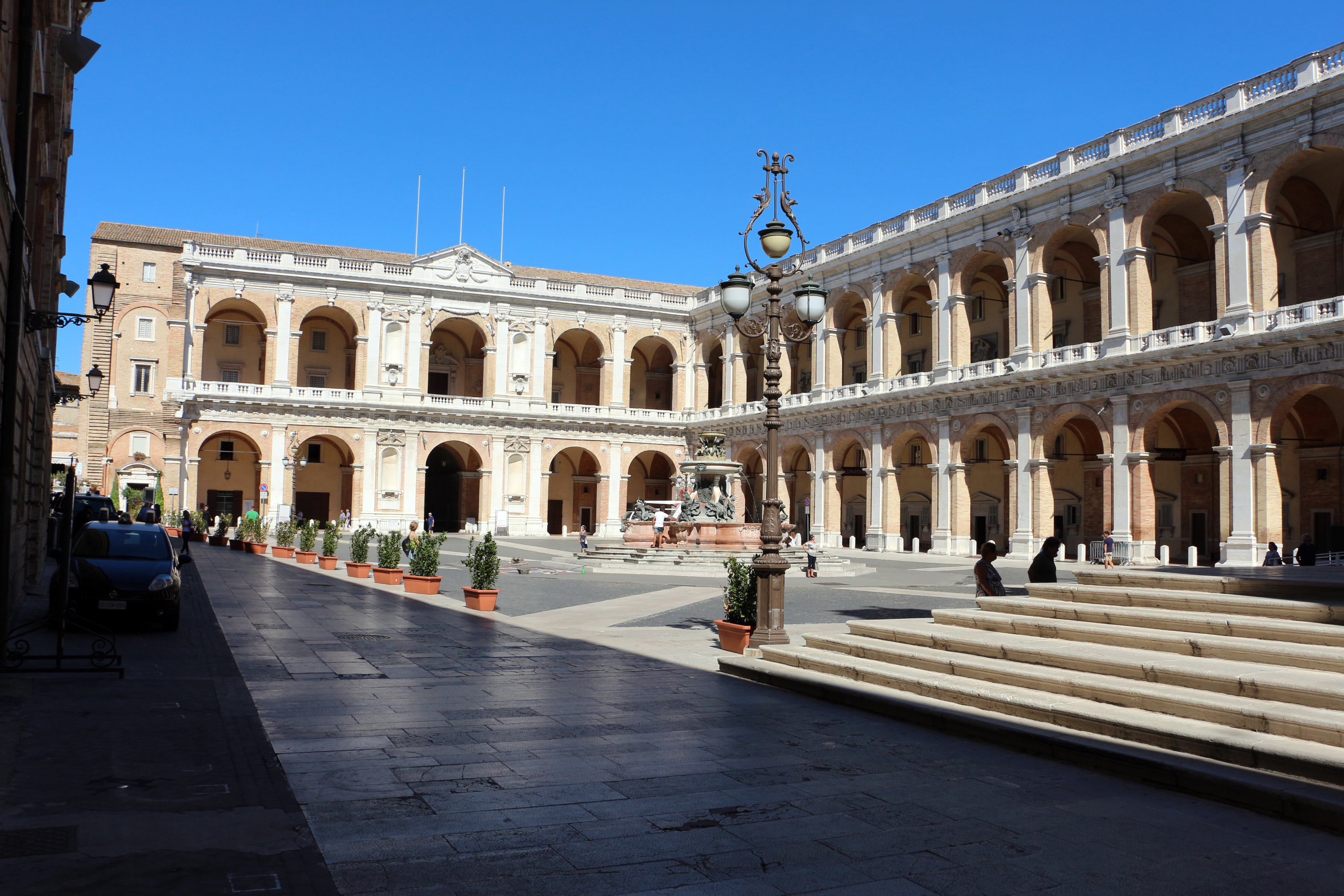
Il palazzo Apostolico.

I lati nord ed est della piazza della Madonna sono chiusi dal palazzo Apostolico, progettato da Giancristoforo Romano e costruito da Andrea Sansovino, Antonio da Sangallo il Giovane e Giovanni Boccalini. Nel progetto originario l'edificio avrebbe dovuto circondare completamente la piazza, ma per il mancato esproprio del lato destro (attualmente occupato dall'edificio dell'ex Collegio Illirico), venne realizzato il solo lato di fronte alla basilica, conforme al disegno primitivo, ad opera dello stesso Vanvitelli.

#### Fontana Maggiore
Al centro della piazza si staglia la fontana Maggiore, opera barocca di Carlo Maderno e dello zio Giovanni Fontana. Realizzata fra il 1604 e il 1614, la fontana è ornata da alcune sculture in bronzo, realizzate da Tarquinio e Pier Paolo Jacometti nel 1622. Il Maderno e il Fontana, attraverso una galleria di quasi cinque chilometri, vi condussero acque scaturienti in territorio recanatese per soddisfare le esigenze, anche igieniche, dei pellegrini.

#### Monumento a papa Sisto V

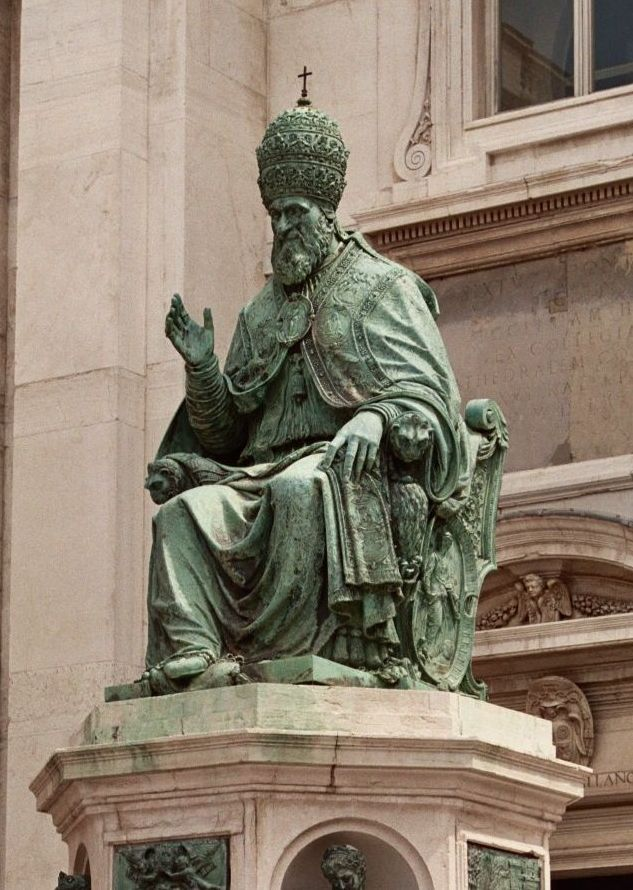
Monumento a Papa Sisto V, Antonio Calcagni e Tiburzio Vergelli, 1587-89.

Sul lato sinistro del sagrato si scorge il monumento a papa Sisto V, opera eseguita nel 1587 da Antonio Calcagni con la collaborazione di Tiburzio Vergelli. Fu eretta a spese della provincia della Marca e di otto prelati piceni nominati cardinali da papa Sisto V.

### Monumenti
Gruppo scultoreo della Visitazione
La visitazione è un complesso scultoreo monumentale realizzato e donato alla città di Loreto dallo scultore contemporaneo Floriano Ippoliti nel 2015. L'opera rappresenta il secondo mistero gaudioso del rosario, che ricorda appunto la visitazione di Maria a Santa Elisabetta, ed è composta da tre figure femminili in bronzo dorato, alte 2 metri (3 metri da terra considerando il basamento). Le tre donne sono Elisabetta, Maria e, personaggio inedito in questo episodio, Sant'Anna, la madre di Maria. La raffigurazione si ispira infatti alla visitazione dipinta dal Pontormo, nella quale compaiono tre figure di donna.
Il gruppo scultoreo della Visitazione è collocato nello slargo di piazza Papa Giovanni XXIII, situato all'imbocco della piazza del santuario, dunque in posizione assolutamente centrale nella città, posizione determinata dalla volontà di rendere La visitazione un simbolo dell'accoglienza a tutti i pellegrini della città, in quanto la stessa Maria fu a sua volta pellegrina nell'andare a trovare la cugina Elisabetta.
Il monumento è inoltre un inno alla maternità, in quanto le tre sante raffigurate sono tutte e tre madri per antonomasia: Maria ed Elisabetta sono entrambe incinte per miracolo divino, mentre sant'Anna è la madre della Madonna.
La raffigurazione di Ippoliti si caratterizza inoltre per l'impatto scenico. Scrive in proposito lo storico dell'arte Claudio Strinati: "Sembra che Ippoliti abbia avuto, davanti a sé, il ricordo della grande pittura monumentale fiorentina del primo Cinquecento, da Andrea del Sarto al Pontormo e, insieme, abbia fissato nella mente la rimembranza di quei grandi scultori quattrocenteschi, specie di area bolognese, come Niccolò dell'Arca, potente evocatore della forza drammatica dell'immagine femminile nell'arte sacra. Certo, Ippoliti è uno scultore dei nostri tempi e la sua forma è scabra e, appunto, essenziale, priva di ogni retorica o sentimentalismo, ma, anzi, in qualche modo energica e perentoria. Dunque, l'opera che, d'ora in avanti, sarà vista da tutti i pellegrini giunti a Loreto, si accamperà come un monito e un richiamo solenne".

### Architetture civili
Palazzo Municipale

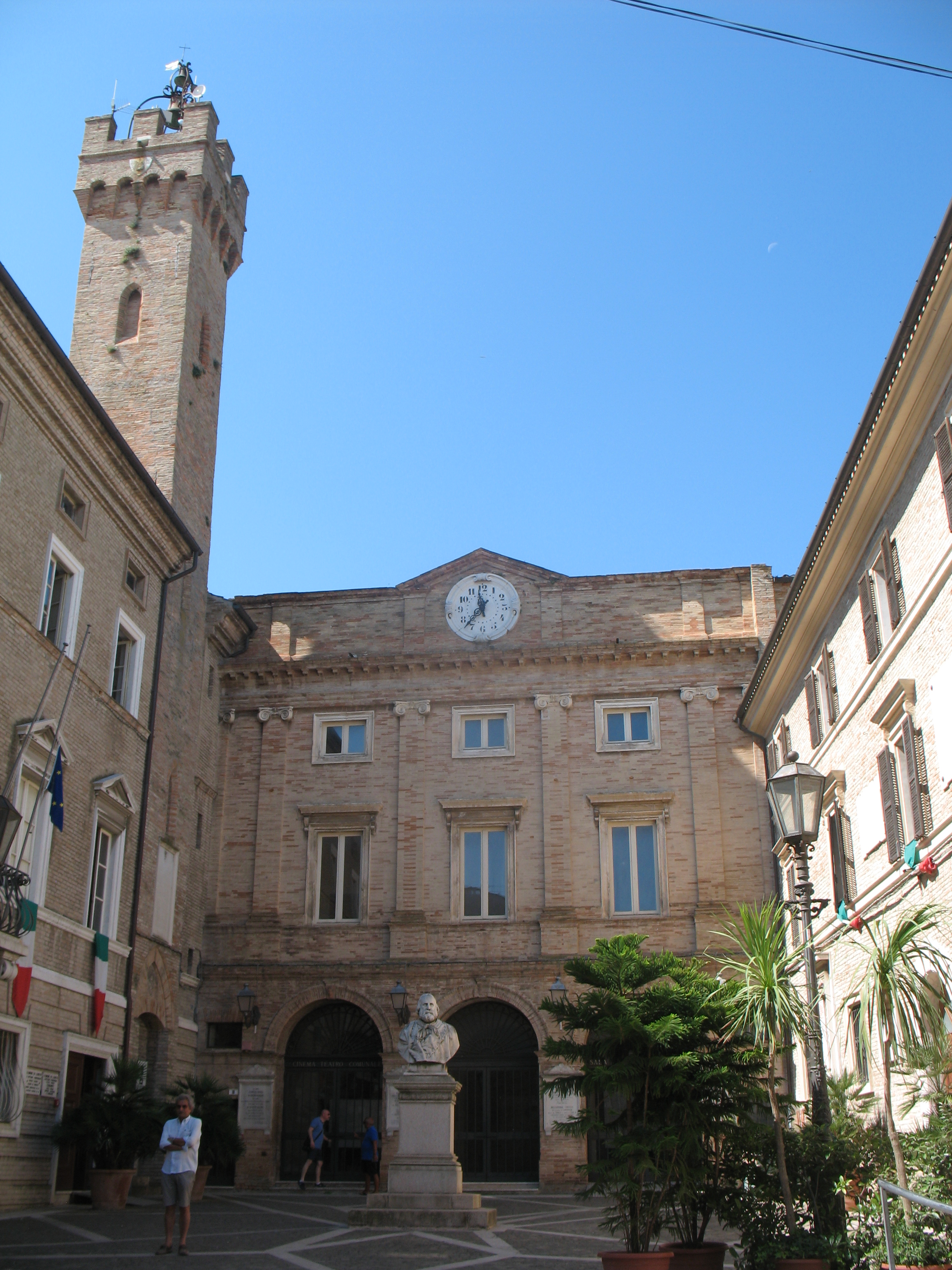
Il palazzo comunale

Di gusto rinascimentale, il palazzo Municipale sorge lungo corso Boccalini, l'arteria principale della cittadina, la cui edificazione è attribuita a Marino di Marco Cedrino o a Giuliano da Maiano.
Palazzo del Comune
Costruito in laterizio alla fine del XVI secolo. La torre civica, leggermente inclinata, venne eretta nel XVII secolo per volere del protettore della santa casa, A. Barberini, da Giovanni Branca. La merlatura venne aggiunta nel 1887.
Piazza e fontana dei Galli

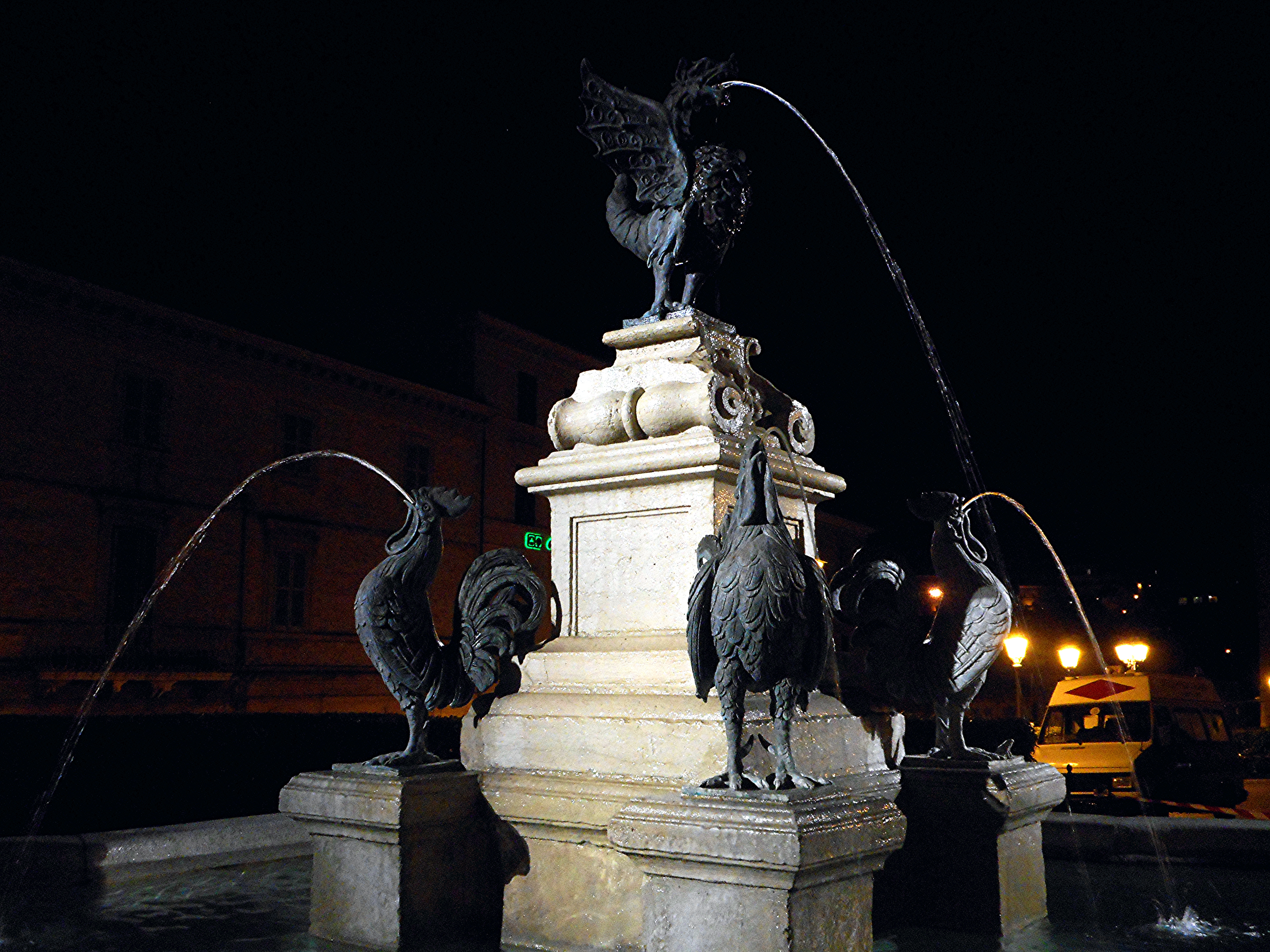
La Fontana dei Galli.

Piazza Leopardi, meglio conosciuta come piazza dei Galli si apre davanti la cinquecentesca Porta Romana. Deve l'aspetto odierno all'impianto di urbanizzazione settecentesco, all'epoca della costruzione del campanile del Vanvitelli, tanto che venne sistemata inizialmente col materiale ricavato dalla demolizione del vecchio campanile. Al lato della piazza si apre un loggiato, detto portico delle transenne, eretto nella seconda metà del XVIII secolo come riparo ai pellegrini che arrivavano di notte al santuario e che trovavano chiuse le porte della città. In seguito vi si aprirono delle botteghe, divenne luogo di posta e di partenza delle diligenze con relativo riposo dei cavalli. Tra il verde dei giardini del lato opposto al portico si trova la fontana dei Galli, fatta costruire nel 1614-16 da Antonio Maria Gallo e decorata con stemmi e vivaci figure di galli, opera dei fratelli Tarquinio e Pier Paolo Jacometti.
Acquedotto degli Archi
Fu voluto da papa Paolo V, in seguito al vertiginoso sviluppo di Loreto e dal sempre crescente flusso di pellegrini. Venne iniziato con il capitolato d'appalto del 2 dicembre 1606 e terminato nel 1620. Il progetto di condurre le "acque delle Vigne" di Recanati alla piazza del Santuario, venne affidato a Giovanni Fontana e Carlo Maderno. Una derivazione, attraverso Porta Romana, forniva acqua anche alla fontana di piazza dei Galli.
Villa Gigli
Villa privata sita sul colle di Montarice, al confine coi comuni di Porto Recanati e Recanati, costruita tra il 1920 e il 1927 su progetto di Florestano Di Fausto e realizzata per volere del tenore Beniamino Gigli.

### Architetture militari
Mura e porte cittadine

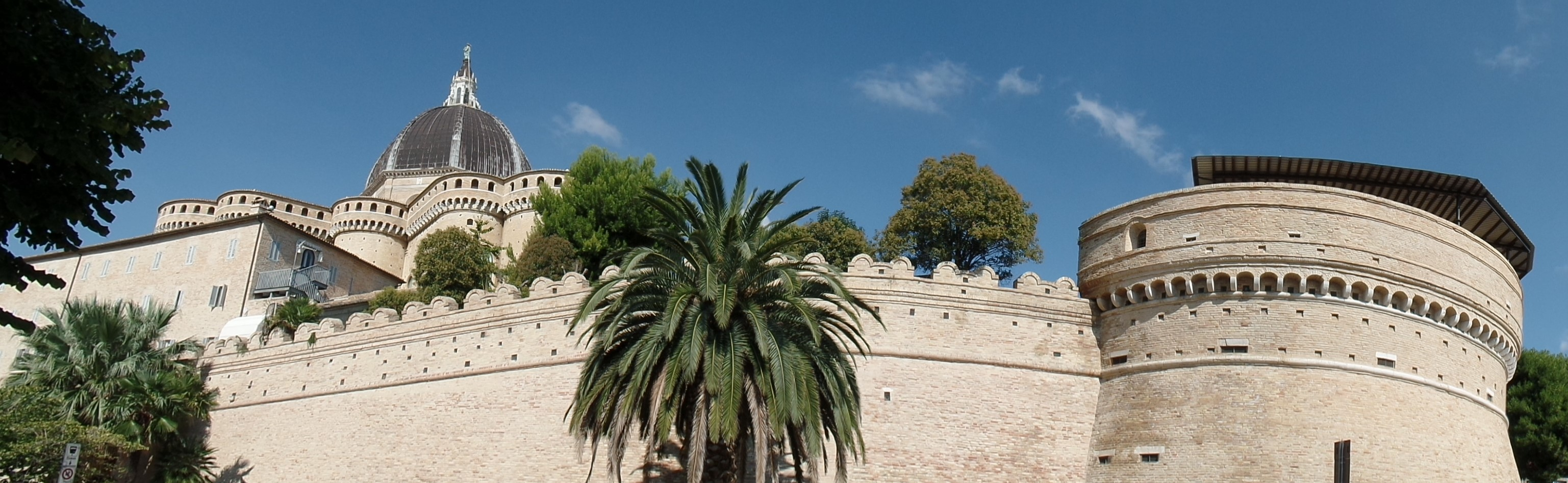
Veduta delle mura col torrione del Sangallo.

La città è circondata da una cinta muraria eretta a partire già dal XIV secolo come difesa, soprattutto dalle incursioni turche nell'Adriatico. Dopo l'assalto a Porto Recanati del 5 giugno 1518 da parte del sultano Selim I il Crudele, papa Leone X avviò rapidamente la ricostruzione completa delle mura. Dal 1518 al 1522 ci lavorarono tre architetti: furono ideate da Antonio da Sangallo il Giovane, realizzate da Cristoforo Resse da Imola e perfezionate da Andrea Sansovino. Il cantiere doveva compiersi in fretta, come da precisi ordini papali, così venne impiegato il materiale da costruzione preparato per il porto di Recanati, e furono messi al lavoro 400 operai, anche di domenica. Le mura vennero dotate di merli arcuati binati e di bastioni, e munite di 26 pezzi d'artiglieria. Sul lato meridionale si apre la porta Romana, edificata su disegno dell'architetto maceratese Pompeo Floriani, padre di Pietro Paolo Floriani verso il 1590 e decorata con due statue di profeti scolpite da Simone Cioli nel 1538-41, destinate in un primo momento al rivestimento marmoreo della Santa Casa. Sul lato settentrionale, dietro le absidi della basilica, si apre la cosiddetta porta Marina, aperta al tempo di papa Clemente VII (1523-1534), ma costruita da Giovanni Branca nel XVII secolo con l'ornamento delle caratteristiche api barberiniane di papa Urbano VIII (1623-1644). Il bastione Sangallo, dal nome dell'architetto che lo progettò, conserva al suo interno le antiche casematte da cui si difendeva la città, nonché una piazza d'armi. Oggi ospita una sala-teatro polifunzionale.

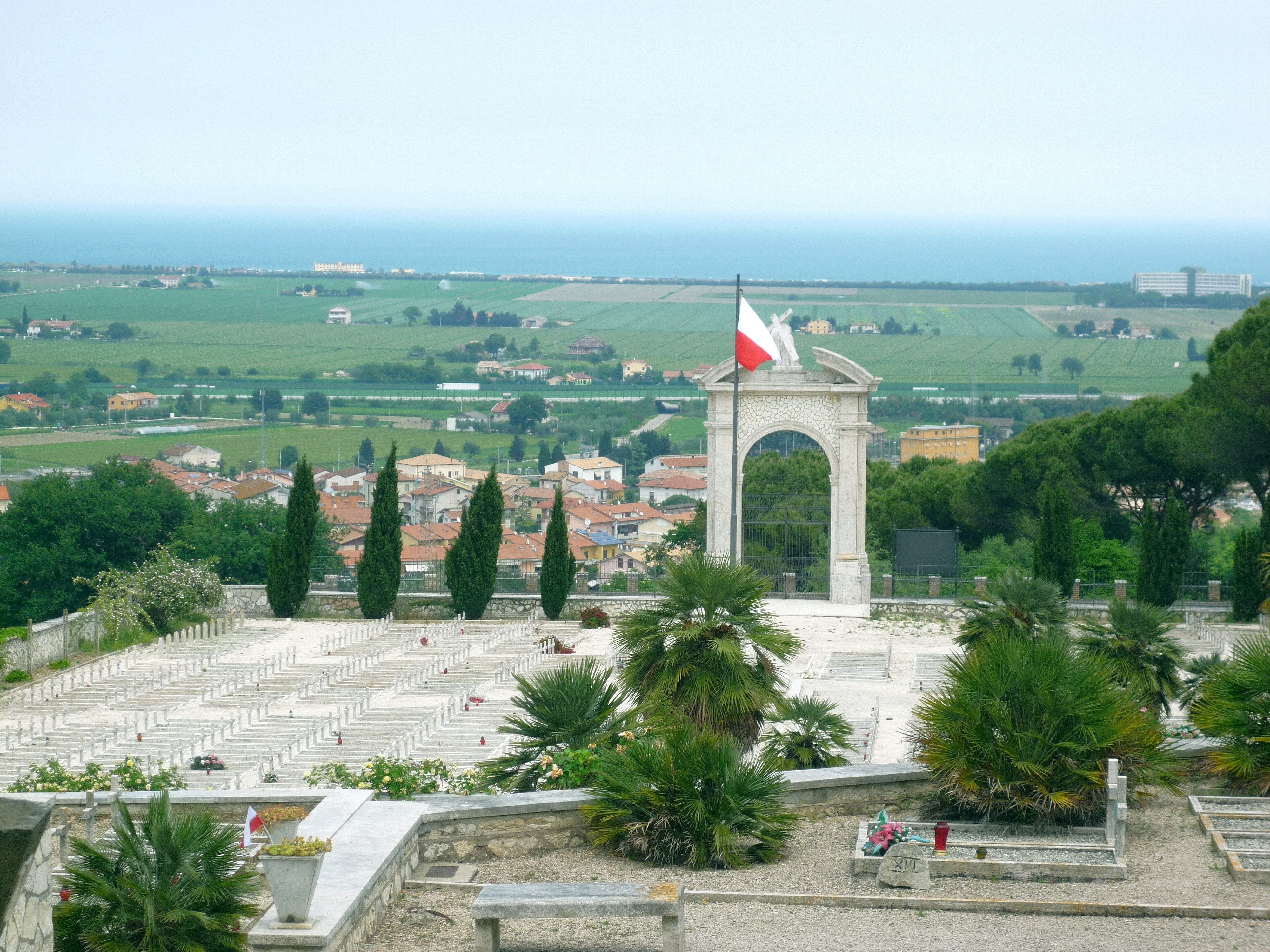
Cimitero militare polacco di Loreto
Di fronte alla porta Marina si scende il crinale della collina percorrendo la cosiddetta scala santa e si raggiunge il cimitero militare polacco, luogo di sepoltura di 1 080 soldati polacchi caduti nella seconda guerra mondiale.

## Geografia antropica
Rioni
Mura, Costabianca, Grotte, Stazione, Villa, Pozzo, Piana, Monte, Ponte.
Frazioni
Villa Musone, Villa Costantina, Stazione, Villa Berghigna, Costabianca, Grotte.

## Società

### Evoluzione demografica
Abitanti censiti

### Loreto e l'Aeronautica Militare
L'Aeronautica Militare è profondamente legata alla città: attualmente Loreto è sede del Centro di Formazione Aviation English (CENFORAVEN o CenForAvEn) il cui scopo è migliorare la conoscenza delle lingue estere di tutto il personale dell'Aeronautica e delle altre Forze Armate destinato ad operare in contesti internazionali. Compito primario del CENFORAVEN risulta essere quello di erogare "Inglese Tecnico" di interesse per il mondo aeronautico ("aviation English").
Dal 1930 al 1984 ha ospitato l'O.N.F.A. (Opera Nazionale Figli degli Aviatori), mentre dal 1988 al 2010 la Scuola Perfezionamento Sottufficiali.

### Tradizioni e folclore

#### Festa della Venuta
Il 10 dicembre è la "festa della Venuta", che cade nell'anniversario dell'arrivo delle pietre della Santa Casa. Nella notte che la precede, nelle campagne del paese (ma anche di molte località delle Marche) c'è la tradizione di accendere dei falò (i "fogaró") per indicare idealmente la via agli angeli che, secondo la leggenda, portarono la Santa Casa in volo in cima al colle lauretano. Data l'importanza religiosa e popolare della festa per tutta la regione, il 10 dicembre è anche la Giornata delle Marche.

#### Natività della Beata Vergine Maria
In realtà, la "vera" giornata di festa per Loreto è l'8 settembre, giornata in cui si festeggia la Natività della Beata Vergine Maria, patrona della città.
Da secoli l'inizio di settembre vede eventi e manifestazioni religiosi e civili. In particolare, a partire dal XVII sec. in cima a Montereale si tenne una fiera del bestiame che comprendeva anche i cavalli; per saggiarne le qualità, venivano condotti ai piedi della salita e poi lanciati al galoppo fino a tornare sulla sommità. Ciò diede origine a una corsa che divenne poi il palio di Loreto (anche detto Corsa del Drappo), che si è tenuto per moltissimo tempo il pomeriggio del 7 settembre, ad apertura delle festività. La data è divenuta variabile a partire dal 2007. I rioni del paese (sei fino al 1994, nove dal 1995) competono ognuno col suo cavallo fino a decretare chi porterà a casa il drappo raffigurante la Madonna di Loreto. Il luogo della corsa è rimasto la salita di Montereale (oggi Via Fratelli Brancondi). La gara vede la partecipazione di fantini e scuderie di rilievo nel circuito delle competizioni ippiche del Centro Italia.
Dal momento che la Madonna di Loreto è patrona dell'Aeronautica Militare, l'8 settembre vede sempre il sorvolo di velivoli sopra la città, e per molto tempo delle Frecce tricolori.
Questi due eventi si inseriscono in quelle che i loretani chiamano "Feste di settembre", che sono appunto i giorni di festa che culminano con la giornata dell'8.

## Cultura

### Museo storico aeronautico
Il Museo storico aeronautico ha la sua peculiarità nell'esposizione di centinaia di divise militari dell'aeronautica, alcune pezzi unici.

## Economia
A Loreto si trova la sede della Rainbow, studio di animazione noto a livello internazionale, soprattutto per la serie di cartoni animati delle Winx.

## Amministrazione

Gonfalone comunale

| Periodo           | Periodo           | Primo cittadino   | Partito                           | Carica                   | Note          |
| ----------------- | ----------------- | ----------------- | --------------------------------- | ------------------------ | ------------- |
| 6 giugno 1993     | 12 maggio 2001    | Massimo Marconi   | Lista Civica di Sinistra          | Sindaco                  | [ 23 ] [ 24 ] |
| 13 maggio 2001    | 7 giugno 2010     | Moreno Pieroni    | Lista Civica                      | Sindaco                  | [ 25 ] [ 26 ] |
| 8 giugno 2010     | 16 maggio 2011    | Paolo Niccoletti  | Lista Civica                      | Sindaco Facente funzioni | [ 27 ]        |
| 17 maggio 2011    | 10 novembre 2014  | Paolo Niccoletti  | Lista Civica - Insieme per Loreto | Sindaco                  | [ 28 ]        |
| 11 novembre 2014  | 30 maggio 2015    | Simona Calcagnini |                                   | Commissario prefettizio  |               |
| 31 maggio 2015    | 22 settembre 2020 | Paolo Niccoletti  | Lista Civica - Adesso Loreto      | Sindaco                  | [ 29 ]        |
| 22 settembre 2020 | in carica         | Moreno Pieroni    | Lista Civica - Loreto nel cuore   | Sindaco                  | [ 30 ]        |

### Gemellaggi
Loreto è gemellata con:
- Altötting
- Częstochowa
- Fátima
- Nazareth
- Mariazell
- Esztergom
- Montecassiano

## Sport

### Calcio
Il C.S. Loreto, la squadra calcistica principale della città milita nel campionato di Seconda Categoria regionale, l'altra è il Villa Musone (squadra dell'omonima frazione) che gioca in Prima Categoria.
Altre due squadre minori, che militano rispettivamente in Terza e Seconda Categoria, sono l'Acli Villa Musone e l'Europa Costabianca.

### Calcio a 5
L'Usd Acli Villa Musone Calcio a 5 nasce nel 1995 milita nella serie D provinciale, dopo esperienze in serie C1, C2 regionale . Nel 2010 oltre alla Prima squadra la società inizia anche con il settore giovanile.
Attualmente è presente nelle categorie:
Serie D
Under 21
Juniores
Allievi
Giovanissimi.

### Ciclismo
Il 16 maggio 1995 la 4ª tappa del Giro d'Italia 1995 si concluse a Loreto con la vittoria dello svizzero Tony Rominger.
Il 15 marzo 2009 la 5ª tappa della Tirreno-Adriatico 2009 partì da Loreto e si concluse a Macerata con la vittoria del tedesco Andreas Klöden.
Il 13 settembre 2020 la 7ª tappa della Tirreno-Adriatico 2020 si concluse a Loreto con la vittoria del nederlandese Mathieu van der Poel.

### Pallavolo
La squadra maschile della Pallavolo Loreto ha militato per lungo tempo in Serie A2. Inoltre ha disputato quattro stagioni nella massima serie (dal 1978 al 1981 e nella stagione 2009-2010).